# 금오열도
금오열도(金鰲列島)는 전라남도 여수시에 있으며, 돌산(突山)의 남쪽으로 쭉 뻗어있는 여러 섬들을 일컬으며 화태도, 대두라도, 소두라도, 나발도, 대횡간도, 소횡간도, 금오도, 안도, 연도, 대부도, 소부도, 삼도, 형제도, 수항도 및그 밖의 여러 섬들을 통틀어 말한다.

## 여수 금오열도
유인도, 무인도를 합쳐 무려 30 여개의 섬의 군락을 자랑한다. 남면에 속하는 모든 섬들이 바로 금오열도에 속한다.
횡간도 옆으로 횡간수도가 펼쳐져 있고 그 아래로 금오수도가 열려있어 금오열도를 아름답게 수놓는다. 돌산 향일암이 있는 금오산 정상에서 남쪽 바다쪽을 보면 환상적으로 펼쳐진 섬들의 나열이 바로 금오열도다.
금오열도는 서북쪽에서 동남쪽으로 화태도, 나발도, 두라도, 대횡간도,소횡간도가 그림처럼 펼쳐진다. 금오열도 중에 가장 큰 금오도에는 대부산(382m), 옥녀봉(261m), 망산(344m) 등이 솟구쳤고 기암절벽과 갯바위로 장식된 해안선도 그림 같다. 금오도 동남쪽에는 아늑한 해수욕장을 품은 안도가 떠 있고, 안도 남쪽으로는 솔개처럼 생긴 연도(소리도)가 이어져 금오열도의 끝자락을 다듬으며 남해를 아름답게 수놓는다.